# Barnabás Szőllős
Barnabás Szőllős (Boedapest, 13 december 1998) is een Israëlisch alpineskiër van Hongaarse afkomst. Hij nam eenmaal deel aan de Olympische Winterspelen, maar behaalde geen medaille.

## Carrière
Szőllős werd geboren in Hongarije maar komt sinds 2017 uit voor Israël. Hij maakte zijn wereldbekerdebuut in december 2021 tijdens de Super G in Val Gardena. In 2022 nam Szőllős een eerste keer deel aan de Olympische Winterspelen. Op de combinatie skiede hij naar een zesde plaats.

## Resultaten

### Wereldkampioenschappen
| Jaar | Plaats            | Resultaten                                                           |
| ---- | ----------------- | -------------------------------------------------------------------- |
| 2015 | Vail/Beaver Creek | 84e Reuzenslalom                                                     |
| 2021 | Cortina d'Ampezzo | 13e Combinatie 25e Reuzenslalom 29e Super G 30e Afdaling DNF1 Slalom |

### Olympische Winterspelen
| Jaar | Plaats | Resultaten                                                         |
| ---- | ------ | ------------------------------------------------------------------ |
| 2022 | Peking | 6e Combinatie 22e Reuzenslalom 23e Slalom 30e Afdaling 30e Super G |

### Wereldbeker
Eindklasseringen
| Seizoen   | Algm | AC  |
| --------- | ---- | --- |
| 2020/2021 | 121e | 13e |
| 2021/2022 | 105e | 6e  |